# 浪花女
『浪花女』（なにわおんな）は、1940年に公開された溝口健二監督の日本映画。
溝口健二の『残菊物語』(1939年)に続く「芸道映画」の二作目。
文楽義太夫節三味線方である2世豊澤團平・加古千賀夫妻による「壺坂霊験記」制作秘話をモデルに製作された。
ネガもプリントも現存していないとされ、スチル写真と脚本のみ現存する。2021年、鎌倉市・川喜多映画記念館の田中絹代特別展において、現存する資料を基にパネル形式で再現が試みられた。

## あらすじ
裕福な家庭に育った千賀は、貧しい三味線奏者の豊沢団平と結婚した。
千賀は義太夫の世界にのめりこむようになり、人形浄瑠璃「壺坂霊験記」を書くまでになった。

## スタッフ
以下のスタッフ名は特に記載がない限りKINENOTEに従った。
- 監督 - 溝口健二
- 脚本 - 依田義賢
- 原作 - 溝口健二、依田義賢
- 撮影 - 三木滋人
- 美術 - 水谷浩[1]
- 音楽 - 伊藤宣二[1]
- 総指揮 - 白井信太郎

## キャスト

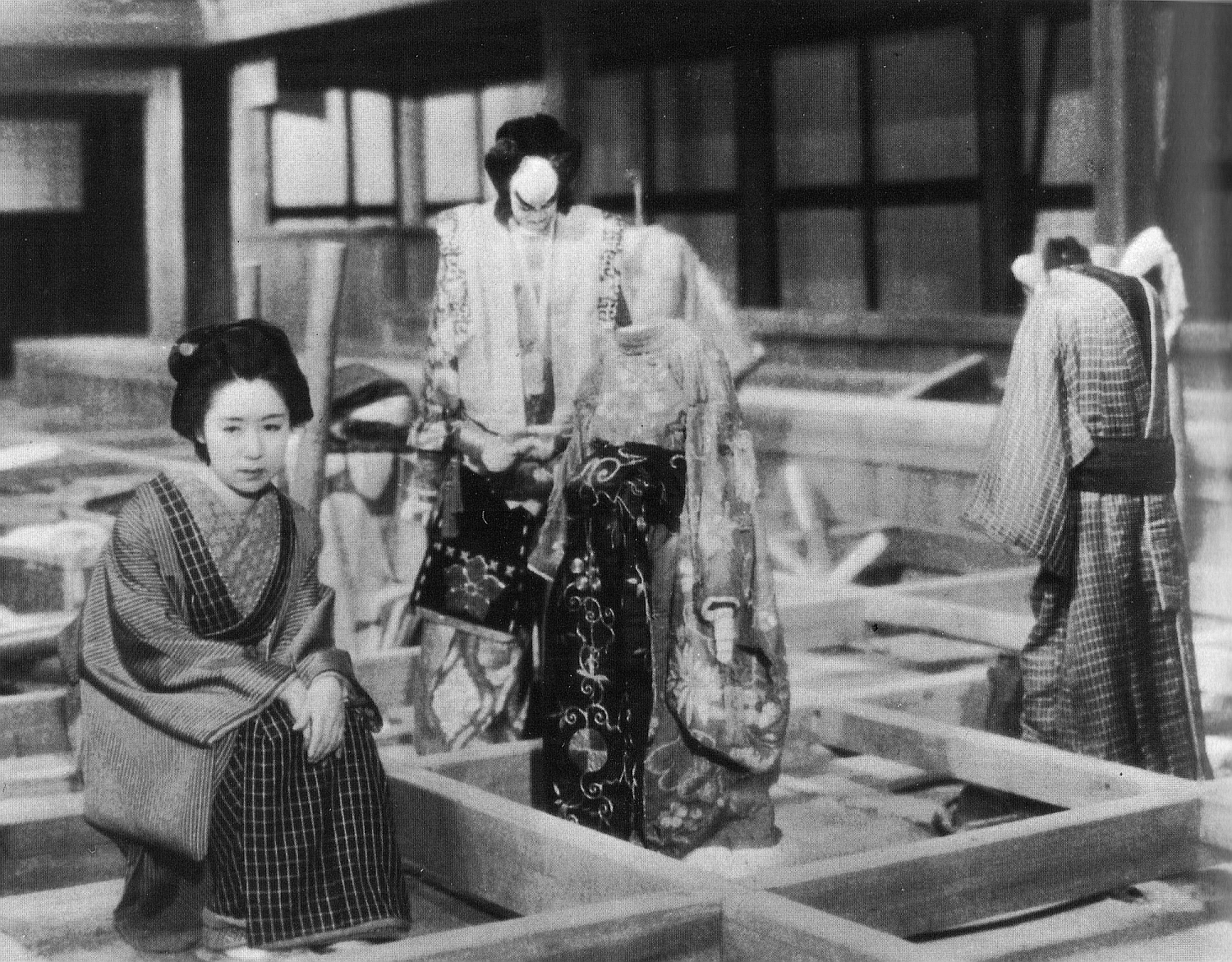
田中絹代

以下の出演者名と役名は特に記載がない限りallcinemaに従った。
- 田中絹代 - お千賀
- 坂東好太郎 - 豊沢団平
- 高田浩吉 - 文吉
- 川浪良太郎[3] - 春子太夫改め大隈太夫[6][7]
- 中村芳子 - おくに
- 浅香新八郎 - 越路太夫
- 梅村蓉子 - その妻・おたか
- 志賀靖郎 - 佳太夫
- 坪井哲 - 萬鳳

## 受賞歴
- 1940年度 第17回キネマ旬報賞
  - 日本映画ベスト・テン4位 『浪花女』（溝口健二監督）[8]